# Крем'яник гарний
Крем'яник гарний (Telekia speciosa) — висока рослина, з великими золотистими квітами.

## Опис
Крем'яник гарний належить до родини айстрових. Рослина має міцне стебло та великі серцеподібні листки. Може досягати 60 см, росте у висоту, вертикально. Зустрічаються екземпляри, які досягають висоти більше 1 м, а ширини 90 см. Назва запозичена з грецької мови. Рослину на початку ХХ століття завезли з Фінляндії, тому вона здатна переносити холодні зими. Квітка крем'яника зустрічається у старих садах Фінляндії, в цій країні виведено багато сортів рослини.

## Цвітіння
Квіти крем'яника зовні схожі на ромашки, але жовтого кольору. Тонкі широко розставлені пелюстки, оточують темно-жовту серединку, діаметром 6-8 см. Пелюстки ростуть окремо на верхівці міцних, покритих листям стеблах протягом усього літа. Квіти у діаметрі близько 9 см. Період цвітіння припадає на червень-серпень.

## Застосування
Крем'яник відмінно підходить для оздоблення клумб та палісадниках.

## Поширення
В Україні ареал виду охоплює пояс хвойних лісів у більш високій частині Карпат.